# JG Thirlwell

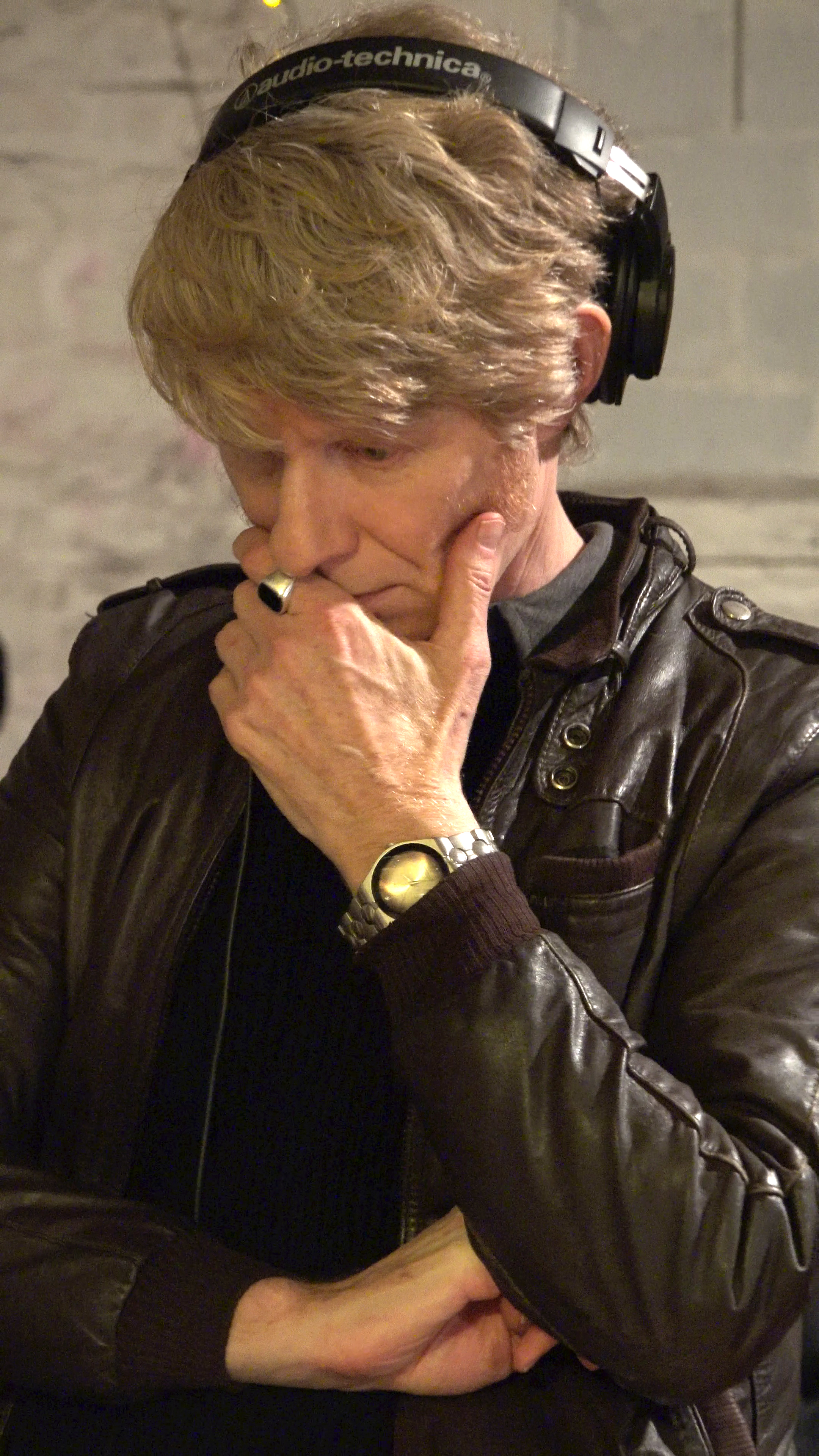
JG Thirlwell (2016)

James George „JG“ Thirlwell (* 29. Januar 1960 in Melbourne, Australien), auch bekannt unter den Namen Foetus (und weiteren Variationen dieses Namens), Steroid Maximus, Clint Ruin, Wiseblood und Manorexia u. a., ist ein australischer Sänger, Komponist und Produzent aus dem No-Wave- und Post-Industrial-Umfeld. Er wird von vielen Künstlern als Vorbild genannt, darunter Alexander Kaschte, Marilyn Manson oder Trent Reznor. Bekanntheit erlangte er vor allem durch seine zahlreichen Zusammenarbeiten mit anderen Musikern.

## Jugend und Ausbildung
Über Thirlwells Kindheit und Jugend ist wenig bekannt. Er ist im Umkreis der Stadt Melbourne in Australien aufgewachsen und studierte dort kurzzeitig Kunst. Ende der 1970er Jahre siedelte er nach London um, um Künstler zu werden. Dort fing er an als Grafiker zu arbeiten.

## Musikalische Karriere

### Die frühen Jahre (1979–1982)
Ende der 1970er und Anfang der 1980er spielte er in einigen Londoner Bands, darunter die Post-Punk-Band PragVEC. Durch das Bandkonzept sah er sich bald in seiner künstlerischen Freiheit eingeschränkt und verließ die Gruppe wieder, um seine eigene musikalische Vision zu verfolgen. In seinen Worten:

„Ich möchte Erfolg haben oder untergehen, aber nach meinen eigenen Regeln und nicht mit irgendeiner blöden Jazzrock-Gitarre dabei!“

1981 gründete Thirlwell sein eigenes Label Self Immolation, dessen erste Veröffentlichungen in Frankreich gepresst wurden. Aus Ersparnisgründen produzierte er seine Stücke völlig alleine. Im Januar 1981 erschien die Debütsingle OKFM/Spite Your Face und ein paar Monate später die 45er Wash It All Off. Beide waren auf 1000 Stück limitiert und nach einigen Wochen bereits vergriffen. Die ebenfalls limitierte Auflage des Debütalbums Deaf betrug 1500.
Bei seinen ersten Auftritten in New York hob sich Thirlwell deutlich von der lokalen No-Wave-Szene ab. Trashige Soundelemente mit verstörenden Texten brachten ihm den Ruf eines „perversen Psychopathen“ ein. Daraufhin lockte die Neugier viele Besucher in seine Gigs.
Schon zu der Zeit verwendete er für seine Tonträger verschiedene Pseudonyme, die stets um den Begriff Foetus kreisten. Um nicht von der Musik abzulenken, vermied er es, sein Gesicht auf den Covers abzudrucken. Das Coverartwork übernahm der gelernte Grafiker seit den 1980er Jahren selbst.
Mit einer Single und dem zweiten Album Ache perfektionierte er 1982 einen düsteren Discosound. Die streng limitierte LP war bereits nach Tagen ausverkauft. Zu der Zeit wurde Foetus zum ersten Mal von John Peel im britischen Radio gespielt und der Name erlangte auch außerhalb der Undergroundszene Bekanntheit. Thirlwell plante eine Dreifach-LP namens Foetus on the Beach, welche allerdings nie veröffentlicht wurde. Teile davon kamen später auf das Album Sink. Auch war sein Projekt 1982 erstmals auf Compilations vertreten. Die letzte Veröffentlichung im Alleingang war die – wie üblich limitierte – EP Custom Built for Capitalism.
Noch gegen Ende desselben Jahres lernte Thirlwell Musiker der Londoner Clubszene kennen, darunter Marc Almond. Im nächsten Jahr tourte er als Vorgruppe mit dessen Band Soft Cell durch England und die USA. Mit Almond, Lydia Lunch und Nick Cave gründete er die Immaculate Consumptives und tourte mit ihnen und anderen Künstlern durch England. Auch fanden in diesem Jahr die ersten Fernsehinterviews statt. Später startete er mit Roli Mosimann das Nebenprojekt Foetus Flesh, welches später in Wiseblood umbenannt wurde. Kurz vor Ende des Jahres produzierte er noch das Album Kickabye von Anni Hogan, worauf u. a. Marc Almond und Nick Cave zu hören sind.

### Aufstieg im Underground (1984)
1984 unterschrieb Thirlwell einen Plattenvertrag mit dem Label Some Bizarre, bei dem auch Bands wie Soft Cell unter Vertrag standen. Somit konnte er seine Musik einem breiten Publikum zugänglich machen. Sein drittes Album Hole fand großen Zuspruch bei verschiedenen Musikmagazinen und wurde häufig in diversen Radiostationen gespielt. Hier fanden sich bereits die Töne, mit denen spätere Bands wie Nine Inch Nails Weltruhm ernten würden. Es folgte die erste umfangreiche Tour durch die USA, England und Teile Europas. Später wurde das Album weltweit veröffentlicht.
Mit Roli Mosimann verschlug es ihn in die Niederlande und nach Norwegen, wo die beiden die ersten Tracks für ihr Projekt Wiseblood im Studio einspielten.
1984 erschienen weitere drei EPs herausgebracht, von denen es eine (Wash/Slog) in den britischen Indie-Jahrescharts auf Platz 5 schaffte. Zudem wurde noch die Zusammenarbeit mit Künstlern wie Lydia Lunch verstärkt. Auch auf diversen Samplern ist Thirlwell vertreten. Auch wirkte er wieder bei Projekten von Marc Almond mit.
Anfang 1985 kam der erste Tonträger von Wiseblood in Form einer EP (Motorslug) heraus, welche in der Londoner Newwaveszene zum Clubhit wurde. Etwas später wurde die Box The Foetus Of Excellence veröffentlicht. Sie war auf 836 Stück limitiert, genau die Anzahl, die vonnöten war, um den Break Even Punkt zu erreichen. Die Box war nach wenigen Tagen ausverkauft und ist noch heute ein viel gesuchtes Sammelstück. Die Box enthielt keine Tonträger, dafür aber ein T-Shirt und erreichte die britischen Pop-Charts, ohne dabei Musik zu beinhalten, dies gelang bis heute keinem Künstler mehr.

### Höhepunkt und die Zeit danach (1985–1990)

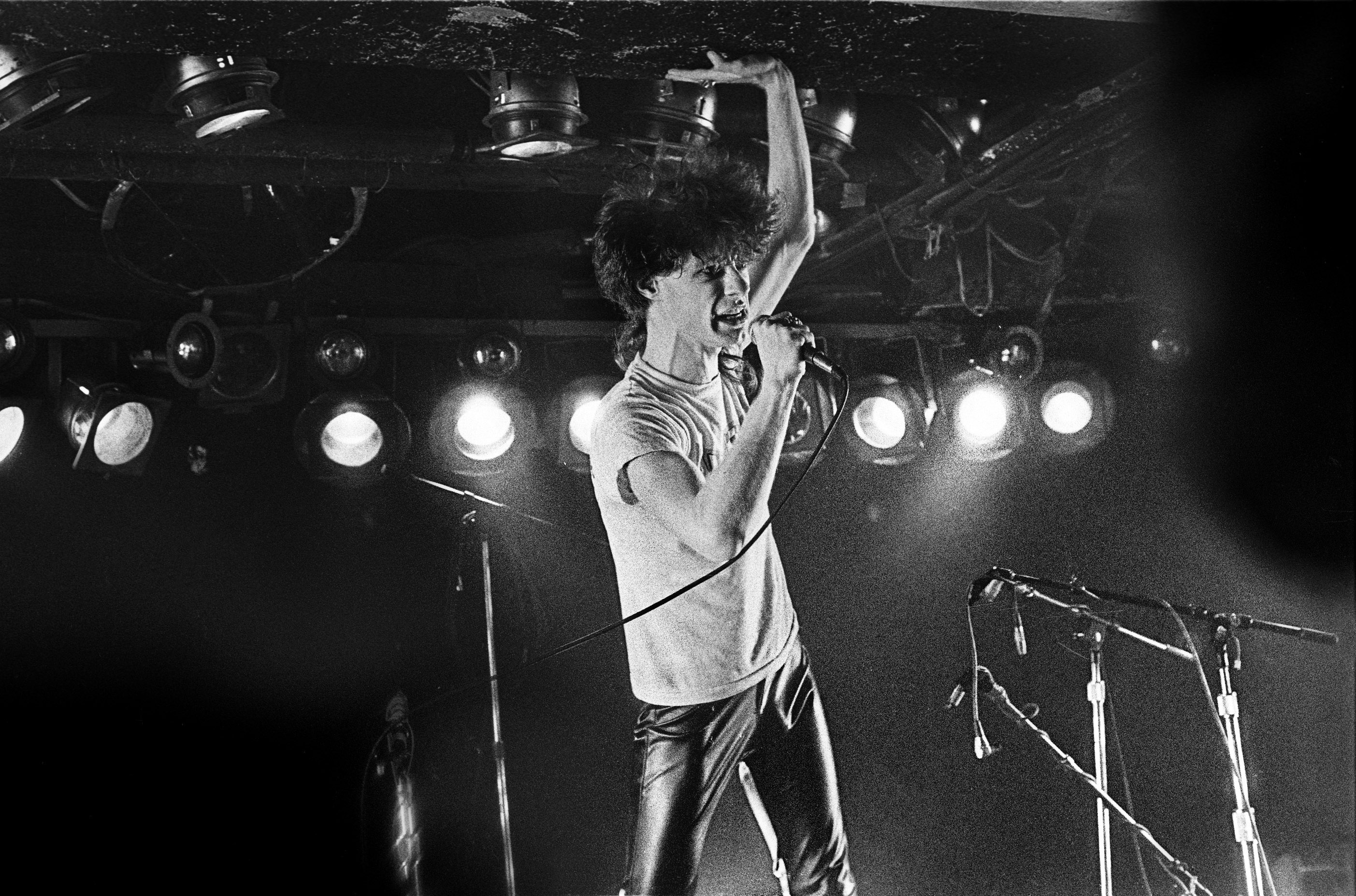
JG Thirlwell (1985)

Noch im selben Jahr wurde das vierte Album Nail veröffentlicht, das in Journalisten- und Fankreisen als die beste Veröffentlichung von Foetus gilt. Es erreichte Spitzenpositionen in diversen Votingcharts und war in vielen Musikmagazinen vertreten, in einigen Ländern gelang ihm damit sogar der Einstieg in offizielle Verkaufscharts. Durch den Erfolg dieses Albums wurden zudem noch die ersten beiden Alben auf CD neu veröffentlicht. Kurz danach führte eine erste große Welttournee Thirlwell von England über die USA bis nach Japan.
Bei dieser Tour gab es auch die erste große Kontroverse, als er auf der Bühne pro Konzert 5–10 Schweineköpfe aufspießte, oder sich eine AK-47 um den Bauch schnallte. In New York ließ er sich vor seinem Publikum kreuzigen.
Die belgische Band Front 242 zeigte sich begeistert von diesem Album, worauf Thirlwell in deren Vorprogramm durch Europa tourte.
Im Jahr 1985 spielte er in zwei Kurzfilmen von Richard Kern namens Submit to Me Now und The Right Side of My Brain mit.
Kurze Zeit später erschien das Wiseblood-Album Dirtdish. Für die nächsten anderthalb Jahre stand dieses Projekt für Thirlwell im Vordergrund. Um nicht in der Versenkung zu verschwinden, veröffentlichte er im Jahr 1987 zwei EPs der Foetus-Serie.
In der Zeit arbeitete er wieder vermehrt mit anderen Künstlern zusammen und veröffentlichte mit Marc Almond unter dem Namen The Flesh Volcano die EP Slut und mit Lydia Lunch die EP Stinkfist. Nach einigen Konzerten widmete er sich wieder einem neuen Foetus-Album.
Thaw wurde im Frühjahr 1988 der Öffentlichkeit zugänglich gemacht, zwar lagen die Verkaufszahlen etwas hinter denen der beiden Vorgängeralben, aber das Publikum und die Magazine lobten die stilistische Entwicklung. Es folgte eine Tour durch Europa, bei der Foetus auch das erste Mal in Österreich auftrat.
Von der Tour wurde das auf insgesamt 6000 Stück limitierte live Album Rife veröffentlicht. Ende 1988 wurde die erste Compilation unter dem Namen Sink gepresst, welche bis dato unveröffentlichte Stücke enthielt.
1990 wurden einige Nebenprojekte ins Leben gerufen, zum Beispiel veröffentlichte er die Single Powerhouse unter dem Namen Garage Monsters und startete das Instrumentalprojekt Steroid Maximus. Unter dem Namen Foetus Inc. wurde die Single Butterfly Potion herausgebracht, es war das letzte Mal, dass Thirlwell sein Pseudonym änderte. Später ging er mit den Einstürzenden Neubauten auf Tour.

### Rückschläge (1991–1994)
Zu Beginn des Jahres 1991 wurden eine EP mit Lydia Lunch und eine weitere von Wiseblood veröffentlicht. Eine geplante Tour kam nicht zustande, denn im selben Jahr wurde Wiseblood aufgelöst. Zur gleichen Zeit etwa erschien das erste Album von Steroid Maximus, einem Instrumental-Projekt. Die Tonträger verkauften sich allerdings schleppend und die nachfolgende Tour erwies sich als nicht sehr erfolgreich. Später kündigte Thirlwell seinen Plattenvertrag mit Some Bizarre und zog von London nach New York, wo 1992 ein zweites Album von Steroid Maximus erschien.
Eine Tour konnte er aufgrund von gesundheitlichen Problemen nicht durchführen, er fiel in ein künstlerisches Tief und erlitt einen Nervenzusammenbruch. Er hatte mit schweren Alkohol- und Drogenproblemen zu kämpfen und sein ungesunder Lebensstil raubte ihm zusätzlich die Kraft. Spätere Veröffentlichungen wurden von seinen Fans nicht goutiert.
Anfang 1993 wurde sein zweites Live-Album und eine Live-VHS veröffentlicht, die Aufnahmen stammen aus den Jahren 1990–1991.
1994 blieb es ruhig um ihn.

### Stilwechsel und Welttournee (1995–1997)
1995 unterschrieb Thirlwell einen Vertrag beim Majorlabel Sony BMG für sein nächstes Album. Zunächst wurde die EP Null veröffentlicht, welche noch Remixe aus früheren Zeiten beinhaltete. Sein Album Gash wurde mittels größerer Promotion weltweit veröffentlicht, allerdings blieben die Verkaufszahlen weit hinter den Erwartungen des Labels zurück, obwohl ein Video zu Verklemmt gedreht und auf MTV gespielt wurde.
Allerdings war die nachstehende USA-Tour ziemlich erfolgreich und der Vertrag wurde verlängert.
Der Big Band Sound hob sich deutlich von seinem früheren Stil ab und brachte ihm Kritik seiner Fans ein, die darin Mainstream-Gebaren witterten.
Zu Beginn 1996 brach Foetus mit voller Live-Bandbesetzung zu einer großen Welttournee mit insgesamt 89 Konzerten in allen Teilen der Welt auf. Einige Mitschnitte der Tour sind auf der Live-Compilation Boil zu hören. Da die Aufnahmen allerdings klangtechnisch schlecht waren, wurde das Album ein Flop. Kurz danach verlor er den Plattenvertrag und unterzeichnete im selben Jahr noch bei Thirsty Ear. Thirlwell nutzte dieses Label vor allem, um seine alten Alben wieder zu veröffentlichen, dadurch waren nun Tonträger wie Slut, Dirtdish und Sink auch als CD erhältlich.
Ende 1997 brachte er zusammen mit Lydia Lunch die EP York heraus, danach zog er sich für die nächsten drei Jahre zurück.

### Aktuell (2001 bis Heute)
2001 erschien mit Flow sein letztes Album auf Thirsty Ear, bevor er zum Indielabel EctopicEnds wechselte. Flow war sowohl qualitativ als auch textlich wieder auf einem höheren Niveau als seine 1990er Jahre Produktionen.
Auch seine Nebenprojekte fanden Zeit, um wieder beachtet zu werden, so wurde von Steroid Maximus ein neues Album veröffentlicht und das Orchester Manorexia ins Leben gerufen. 2003 war er unter dem Namen Baby Zizanie in Italien auf Tour.
2004 wurde (not adam) die Vorabsingle zu seinem Album Love veröffentlicht, ein Jahr später folgte dann der Longplayer. 2005 spielte Thirlwell mit insgesamt 18 Musikern mit Steroid Maximus beim Donaufestival in Krems und erfüllte sich damit einen Lebenstraum.
Im Jahr 2006 wurde Thirlwell damit beauftragt, für die Serie Venture Brothers den Soundtrack zu komponieren. Seither veröffentlichte er unter seinem Namen nur noch kleinere Produktionen, wie Damp, eine Compilation, welche man nur auf der offiziellen Seite kaufen konnte.
2007 wurde ein Remixalbum zu Love veröffentlicht.
2009 erschien der Soundtrack zu Venture Brothers, welcher wieder mehr Andrang, sowohl bei den Fans, als auch bei den Medien fand. Seine Veröffentlichung Limb ist eine Sammlung von frühen Instrumentalproduktionen zwischen 1980 und 1983, welche bisher noch nicht veröffentlicht wurden, zusätzlich enthält dieses Album eine DVD mit einer 45 Minuten lange Dokumentation über ihn, wo unter anderem auch Künstler wie Lydia Lunch und Blixa Bargeld von Die Einstürzenden Neubauten zu Wort kommen.
Gegen Ende 2009 erschien die erste rein digitale Veröffentlichung namens Bait, ein Best-Of der letzten 18 Jahre. Einige Monate später erschien mit The Mesopelagic Waters der dritte Longplayer seiner Projektes Manorexia. Noch im Oktober desselben Jahres wurde schließlich das Foetus-Album Hide veröffentlicht.
Für den Soundtrack der Neuverfilmung des Tim Burton Klassikers Frankenweenie produzierte Thirlwell 2012 das Stück Strange Love. Den Gesangspart übernahm dabei die Sängerin Karen Orzolek. Im gleichen Jahr komponierte Thirlwell auch den Soundtrack für den Low Budget Horrorfilm The Blue Eyes. Das neue Foetus-Album Soak wurde im Oktober 2013 veröffentlicht.

## Stil
J. Thirlwells Musikstil wird häufig dem Industrial zugeschrieben, dabei spannt sich der Bogen weit über diese Musikrichtung hinaus. In seiner nun schon 30-jährigen musikalischen Tätigkeit findet man Stilrichtungen von Pop über Post-Punk bis hin zu Jazzmusik. Es ist wegen seiner vielen Projekte und Kollaborationen mit anderen Musikern äußerst schwierig, einen roten Faden zu finden. Eine genaue Klassifizierung ist schon allein aufgrund der häufigen Stilbrüche, die sich sogar in ein und demselben Song auftun, unmöglich. Auch kann man seine Musik nicht dem Rock zuordnen, lediglich Ähnlichkeiten in einzelnen Songstrukturen sind vorhanden. Er selber möchte auch gar nicht, dass seine Musik kategorisiert wird. Die frühe New Yorker No-Wave-Szene und die Band Suicide hatten einen wichtigen Einfluss auf J. Thirlwell.

### Texte
Die Texte von J. Thirlwell bilden einen essenziellen Teil seiner Musik. Er bedient sich häufig kontroverser und sexuell tabuisierter Themen wie Inzest, Analsex (The fudge Punch), Pädophilie und Missbrauch (Boxhead und Someone Drowned In My Pool), aber auch Versagen (Instead… I Became Anenome) oder Verrat (I Meet You In Poland Baby); vielfach mit einem Unterton von Zynismus und schwarzem Humor, wodurch es schwer ist, einen persönlichen Standpunkt herauszufinden. Vielmehr kann man sich als Zuhörer ein völlig neues Bild dieser Themen machen, da seine Texte keine Meinung schüren, sondern eher reportieren. Solche Texte findet man vor allem im Schaffen der 1980er Jahre (Deaf, Ache, Hole, Nail und Thaw).
Thirlwell wurde auch oft beschuldigt, Rassismus und Antisemitismus mit seiner Musik verbreiten zu wollen. Er wehrte sich nicht gegen diese Aussagen, was wohl darauf zurückzuführen ist, dass Nihilismus in jeder Form in seiner Musik verbreitet ist. Vielmehr meinte er in einem Interview, dass seine Texte eine Ausgeburt seines Selbsthasses und der daraus für ihn entstandenen Realität sind.
So greift Thirlwell auch oft geschichtliche Ereignisse auf und verarbeitet diese in seinen Texten.

„Two Carps Kissin’ Inna Mississippi River - Like A Hauss On Fah! Youre’ Born To Burn!.“

„Well me and Stalin, we just signed a mutual non-aggression pact […] Well I gave you a lot of slack - but all I get from you is FLAK […] See you at your FUNERAL, baby I’ll meet you in Poland, baby.“

Auch richten sich manche seiner Texte gezielt gegen das Christentum, was im Text „The Only Good Christian Is A Dead Christian“ deutlich hervorgeht. Auch werden in seinen Texten gezielt Wortspiele und Allegorien verwendet, was diese dann sehr mehrdeutig werden lässt. Oftmals persifliert Thirlwell mit seinen Texten Popzitate:

„Supercalifragilisticexpialidocious“

 wird zu

„Supercalifragilisticsadomasochism“

### Musik
Die New Yorker und Londoner Undergroundszene stand der Musik von Thirlwell zu Beginn sehr kritisch gegenüber, der Grund dafür dürfte wohl die Unmöglichkeit einer Zuordnung gewesen sein. Charakteristisch für sein anfängliches Schaffen war die Mischung synthetischer Klänge mit Soundschnipseln aus bereits vorhandenem Studiomaterial und das Erzeugen von Lärm mit Gegenständen.
Der Sänger der Einstürzenden Neubauten beschrieb dieses Vorgehen wie folgt:

„Thirlwell ist ein Rekonstrukteur und Puzzlespieler, er mischt, formt und setzt vorhandene Musikstücke zu völlig neuen Tonelementen zusammen.“

Diese Art des Musizierens bezeichnete Thirlwell als „das Studio als Instrument verwenden“: alles, was Töne erzeugen kann, wird zum Werkzeug und findet Platz in seinen Tonträgern. Dadurch entstehen facettenreiche Tonlandschaften mit atonalem Sound, wie auf den ersten beiden Alben Deaf und Ache zu hören. Stilistisch könnte man diese beiden Alben am ehesten dem Trash zuordnen, obwohl das Gerüst seiner Songs ebenso deutliche Merkmale des minimal Electro trug.
Auf seinem dritten Album Hole konzentrierte sich Thirlwell auf synthetische Gitarrenimitationen, allerdings blieb die Grundstruktur seiner Songs wie bei den Vorgängeralben.
Spätestens seit Nail konnte man Thirlwells Musik nicht mehr dem Post-Punk zuordnen. Auf diesem Album kombinierte er viele verschiedene Musikstile miteinander, sogar oftmals in einem einzigen Song (Descent Into The Inferno), setzte Violinen ein und veröffentlichte darauf auch seine ersten Instrumentalstücke, welche an Film-Soundtrack erinnern. Viele Songs haben die Strukturen von Rocksongs und lassen sich bestenfalls in Alternative-Rock einordnen, was allerdings ebenfalls sehr schwer zu sagen ist. Auf seinem Wiseblood-Album verschlug es ihm in die düsteren Ecken des New Wave aus den 1970ern, die Musik ist vollkommen synthetisch produziert worden und imitieren teilweise Motorengeräusche von Kraftfahrzeugen. Auf diversen Collaborationen mit anderen Musikern versuchte sich Thirlwell am Elektropop (Slut), bevor er sich mit Thaw wieder mehr dem Alternative und Avantgarde widmete.
In den 1990ern wechselte er erneut seinen Stil und arbeitete vor allem mit Big Band Sound gekoppelt mit dem Industrial-Stil aus den 1980er Jahren, so wurde auf Gash das erste Mal mit richtigen Instrumenten, wie etwa Schlagzeug und E-Gitarre gearbeitet. Bei seinen beiden neuesten Alben Flow und Love fokussierte er sich vor allem auf Blasinstrumente, Gitarren wurden fast vollständig weggelassen.

## Sonstiges

### Tätigkeit als Remixer
Da Thirlwell bei anderen Künstlern sehr bekannt war, wurde er oft als Remixer beauftragt. Zu seinen bekanntesten Werken gehören Remixe von Bands und Künstlern wie Red Hot Chili Peppers, Front 242, Nine Inch Nails, Marilyn Manson und Pantera, insgesamt mixte er Songs von mehr als 30 verschiedenen Musikern und Bands, vor allem in den 1990er Jahren.

### Verhältnis zu anderen Musikern
In den ersten Jahren seiner musikalischen Tätigkeit kam er mit anderen Künstlern der No-Wave und Post-Punk-Szene wie Nick Cave, Lydia Lunch und Marc Almond zusammen mit denen er noch heute freundschaftlichen Kontakt hält. Immer wieder entstanden Zusammenarbeiten und Veröffentlichungen. Durch seine Arbeit als Remixer kam er auch mit Künstlern des Mainstreams zusammen und entwickelte beispielsweise mit Marilyn Manson eine Freundschaft, die bis heute anhält. Der Frontman von Samsas Traum Alexander Kaschte sieht Thirlwell als großes Vorbild und widmete ihm den Song Ein Foetus wie du auf dem Album Tineoidea
. Die Band Swans wiederum widmeten ihn 2010 den Song Jim auf deren Album My Father Will Guide Me Up a Rope To The Sky.

### Sonstige Tätigkeiten
Während seiner musikalischen Laufbahn war Thirlwell auch als Grafiker tätig, so gestaltete er einige Covers des Musikmagazins Exit Art. Für den Musiksender MTV war er jahrelang als Soundinstallateur angestellt und für die Serie The Venture Brothers produziert er den gesamten Soundtrack. In den Jahren zwischen 1997 und 2001 war er in New York als DJ OTEFSU (Ein Anagramm von Foetus) in diversen Clubs angestellt.

### Foetus on the Beach
In den Jahren 1981–82 war eine Triple-LP mit dem Namen Foetus on the Beach angekündigt und laut Informationen des Labels Self Immolation bereits fertig produziert. Der Name war eine Adaption an Philip Glass Oper Einstein on the Beach, die Triple-LP sollte sowohl Instrumentalstücke, als auch richtige Songs beinhalten und in einer Auflage von 1000 Stück erscheinen. Die Triple-LP hatte bereits eine Matrizennummer, wurde aber nie veröffentlicht. Einige der Instrumentaltracks wurden später anderweitig auf Compilations wie Sink, Damp und Limb der Öffentlichkeit zugänglich gemacht. Welche und wie viele Tracks sonst erscheinen hätten sollen, ist nicht bekannt.

## Diskografie
Thirlwell veröffentlicht seine Produktionen und Kollaborationen unter einer Vielzahl von Namen. Auch der Name seines Hauptobjektes änderte er häufig, allerdings wurden seit 1993 nur noch der Begriff Foetus verwendet. Zuvor wurden folgende Namenszusammenstellungen verwendet: Scraping Foetus Off the Wheel, Foetus Art Terrorism, You’ve Got Foetus on Your Breath, Foetus Over Frisco, Foetus über Frisco, Foetus über Alles, Foetus Under Glass, Phillip and His Foetus Vibrations, Foetus in Your Bed, Foetus Flesh, The Foetus All Nude Revue, Foetus on the Beach und The Foetus of Excellence. Er ging auch häufig Nebenprojekten mit anderen Künstlern nach, hierfür verwendete er vor allem den Namen Clint Ruin.

### Hauptalben
- 1981 Deaf
- 1982 Ache
- 1984 Hole
- 1985 Nail
- 1988 Thaw
- 1995 Gash
- 2001 Flow
- 2005 Love
- 2010 Hide
- 2013 Soak

### Live-, Remixalben und Compilations
- 1983 Foetus on the Beach (Nicht veröffentlicht)
- 1988 Rife (Livealbum, limitierte Edition im Picture Vinyl auf 500 Stück, Double 12" LP auf 1500 Stück und CD auf 4000 Stück)
- 1989 Sink (Compilation von den EPs aus den 1980ern)
- 1992 Male (Doppel-Live-Album)
- 1996 Boil (Livealbum)
- 1996 Null/Void (Doppelalbum mit Remixen)
- 2001 Blow (Remixalbum zu Flow)
- 2006 Damp (Sammlung von unveröffentlichten B-Seiten)
- 2007 Vein (Remixalbum zu LOVE)
- 2009 Limb (Compilation von den frühen Instrumentalstücken, die zwischen 1980 und 1983 entstanden sind)
- 2009 Bait (Nur Digital erschienen, enthält ein Best-Of von den Jahren 1992–2009)

### Singles und EPs
- 1981 Spite Your Face (7" Single, limitiert auf 1000 Stück)
- 1981 Wash It All Off (7" Single, limitiert auf 1000 Stück)
- 1982 Tell Me What Is the Bane of Your Life (7" Single, limitiert auf 2000 Stück)
- 1982 Costum Built for Capitalism (12" EP, limitiert auf 1000 Stück)
- 1984 Calamity Crush (12" EP)
- 1984 Wash/Slog (12" EP)
- 1984 Finely Honed Machine (12" EP, limitiert auf 3000 Stück)
- 1987 Bedrock (12" EP)
- 1987 Ramrod/Boxhead (12" EP)
- 1990 Butterfly Potion (12" EP und CD-Maxi)
- 1995 Null (CD-Maxi)
- 1996 Verklemmt/Be Thankfull (7" Pic-Vinyl)
- 1996 Überschall 1996 (7" Vinyl, zusammen mit Stereolab und Faust, limitiert auf 2000 Stück)
- 2004 (not adam) (CD-Maxi)

### Sonstige Veröffentlichungen der Foetus-Serie
- 1984 Anxiety Attack (7" rotes clear Vinyl, wurde an DJs und Radiostationen versendet, konnte aber auch bei Konzerten gekauft werden)
- 1985 The Foetus of Excellence (Box inkl. T-Shirt für die Foetus Schallplatten, limitiert auf 836 Stück)
- 1990 Somnambbulumdrum (Flexi, Beilage einer Zeitschrift)
- 1990 Volgarity (Flexi, Beilage einer Zeitschrift)
- 1993 In Excselsis Corruptus Deluxe (Live VHS, 2002 als DVD wiederveröffentlicht)

### Als Wiseblood
- 1985 Motorslug (12" EP)
- 1986 Someone Drowned in My Pool (12" EP)
- 1987  Dirtdish (Album)
- 1991 PTTM[19] (12" EP und CD-Maxi)

### Als Steroid Maximus
- 1991 Quilombo (Album)
- 1992 Gondwanaland (Album)
- 2002 Ectopia (Album)

### Als Manorexia
- 2001 Volvox Turbo (Album)
- 2002 The Radiolarian Ooze (Album)
- 2010 The Mesopelagic Waters (Album)
- 2011 The Dinoflagellate Blooms (Doppelalbum mit Bonus-DVD)

### Zusammen mit Lydia Lunch
- 1987 Stinkfist (12" EP)
- 1991 Don’t Fear the Reaper (12" EP)
- 1997 York (CD-EP)

### Sonstige Veröffentlichungen
- 1987 Slut (12" EP zusammen mit Marc Almond unter dem Namen The Flesh Volcano)
- 1990 Powerhouse (7" Vinyl, als Garage Monsters)
- 1993 Safari to Mumbooba (10" Vinyl, als Garage Monsters)
- 1994 Vice Squad Dick (CD EP, mit den Chrome Cranks)
- 2001 Thalassaphobia (12" EP als Baby Zizanie, limitiert auf 500 Stück)
- 2009 The Venture Bros. The Music of J. Thirlwell (Soundtrack zur Serie The Venture Brothers, komponiert von J. Thirlwell)
- 2010 Hydroze Plus (10" EP mit Fred Bigot)
- 2011 Santarcangelo (7" Single mit Teho Teardro)
- 2013 Original Motion Picture Soundtrack JG Thirlwell (Soundtrack zum Film The Blue Eyes)
- 2021 Motherfucker JG Thirlwell Remix (Remix des Songs von Faith No More)

### Gastbeiträge
- 1981 Saxophon im Stück Seedy Films auf dem Album Non-Stop-Erotic-Cabaret von Soft Cell
- 1981 Synthesizer auf dem Album Insect and Individual Silenced von Nurse with Wound
- 1983 Saxophon im Stück Rip It Up auf dem Album Rip It Up von Orange Juice
- 1984 Drums im Stück From Her to Eternity auf dem Album From Her To Eternity von Nick Cave and the Bad Seeds
- 1994 Synthesizer auf dem Album Portrait of an American Family von Marilyn Manson
- 1999 Saxophon im Stück Funhouse auf dem Album Live 1981–82 von The Birthday Party